# 佐伯チズのお話ししましょ
佐伯チズのお話ししましょ（さえきちずのおはなししましょ）は、ラジオ大阪（OBC）で2008年3月31日から平日（月〜金）の午前11:50〜12:00に放送されていたラジオ番組である。終了日不明。

## 概要
かつてラジオ大阪で放送されていた『融紅蘭・ミヤコ蝶々の悩みの相談室』を現代風にアレンジした番組。美容家の佐伯チズが、リスナー（主に女性）から寄せられた健康、美容、人生の悩み事などの相談に応じる。

## パーソナリティ
- 佐伯チズ
- 六車奈々

## スポンサー
- メロディアン（隔日一社提供）